# كورنيليس فان هارلم
كورنيليس كورنلزون فان هارلم (بالهولندية: Cornelis Corneliszoon van Haarlem) هو رسام هولندي من العصر الذهبي ولد في سنة 1562 في مدينة هارلم، هو واحد قادة المانييريزمو الشمالية في هولندا وقد كان أحد معلمي الرسام الهولندي فرانز هالز، توفي في يوم 11 نوفمبر 1638 في مدينة هارلم. تعتبر لوحة سقوط الجبابرة من أشهر أعمال الفنان.

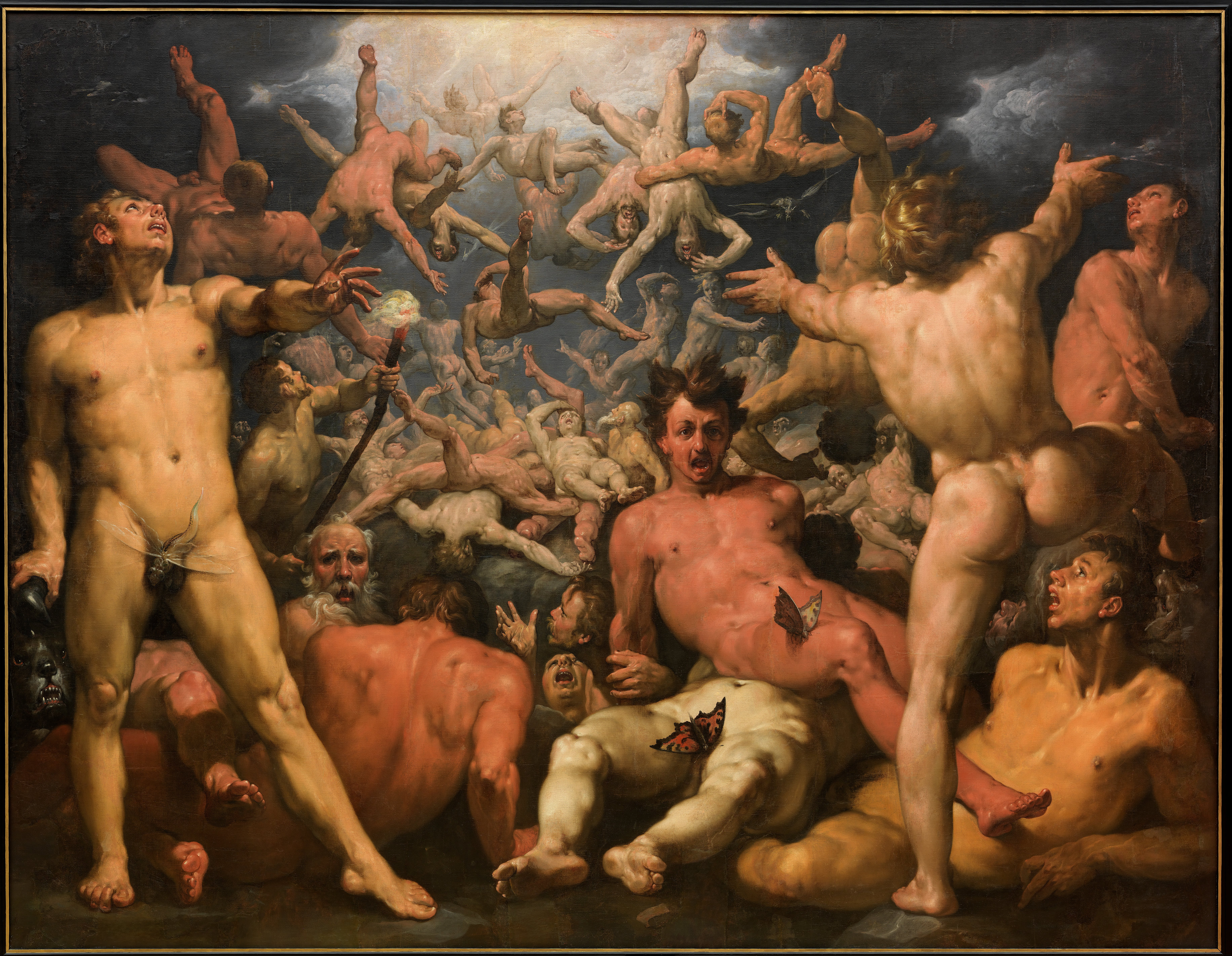
سقوط الجبابرة بريشة كورنيليس فان هارلم 1588 – 1590